# Laurent Bouvet (photographe)
Pour les articles homonymes, voir Laurent Bouvet et Bouvet.
Laurent Bouvet, né à Annecy, est un photographe français.

## Biographie
Laurent Bouvet naît à Annecy.
Il est spécialisé dans la photographie de sports aventure et de nature. Son travail est publié dans la presse et l’édition par des groupes tels que Bayard, EMAP, Flammarion, Glenat, Hachette, Milan, Prisma.  
En 1998, il fonde l’agence photographique Rapsodia.

## Expositions
- Objectif Bastille, Paris, décembre 2005[4]

## Média
- TF1 - L'œil du photographe - Laurent Bouvet - première diffusion 27 novembre 2004